# Parque Estadual Campina do Encantado
O Parque Estadual Campina do Encantado está localizado no estado de São Paulo, na região conhecida como Vale do Ribeira. Foi criado pelo decreto 8 873, de 16 de agosto de 1994, com o nome de Parque Estadual de Pariquera Abaixo. Após consulta pública junto às escolas e comunidades locais, em 26 de maio de 1999, recebeu o nome atual.

## Características

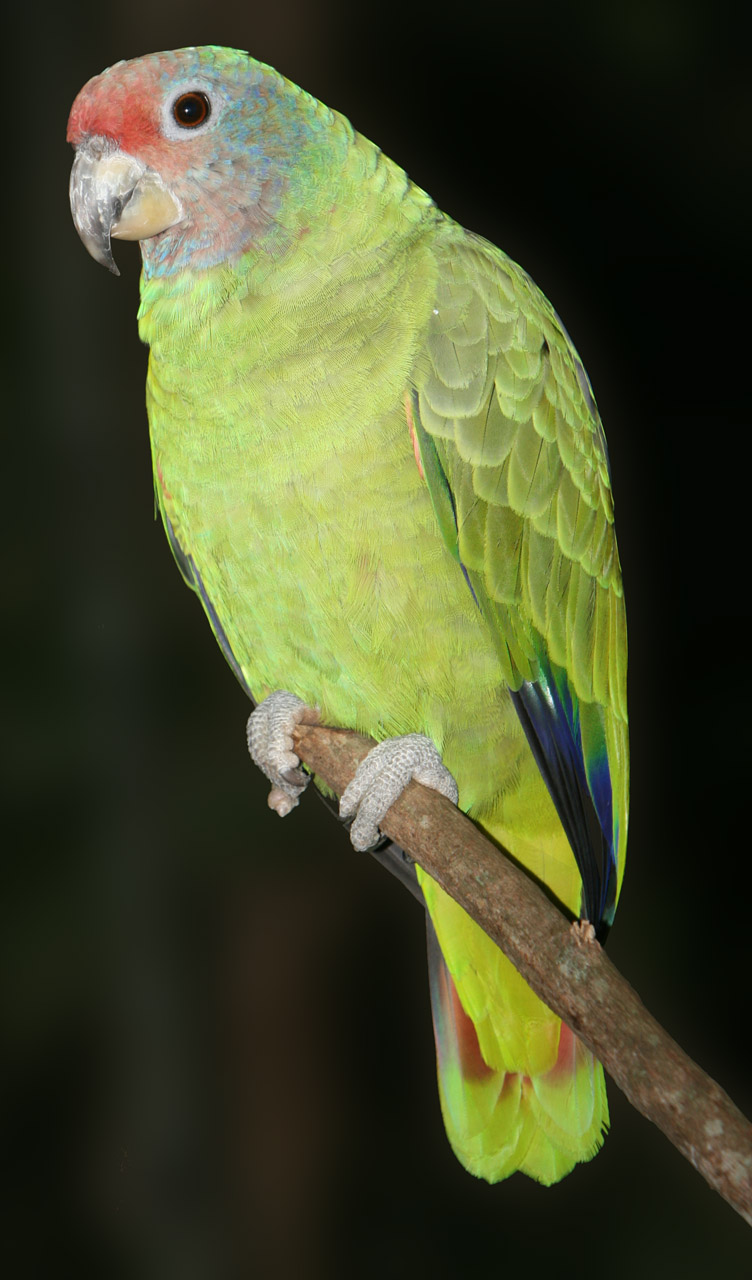
Papagaio-de-cara-roxa (Amazona brasiliensis) originalmente encontrado nos estados de São Paulo ao Rio Grande do Sul, e atualmente restrito ao sudeste do litoral paulista e paranaense.

No parque estão identificados os seguintes ecossistemas Floresta Alta do Litoral, Floresta Inundada, Campo de Várzea e Restinga, abrangendo áreas sujeitas a inundações periódicas.
Com fauna bastante diversificada a área abriga espécies ameaçadas de extinção como o papagaio-da-cara-roxa (Amazona brasiliensis), e outros pássaros como o guaxe (Cacicus haemorrhous), araponga (Procnias nudicollis), e macuco (Tinamus solitarius).
Os principais pontos de interesse do parque são a turfeira rica em gás metano, proveniente de acúmulo de matéria orgânica e sítios arqueológicos conhecidos como Sambaquis.